# Chlamydomonadales
Chlamydomonadales (ili Volvocales), red zelenih algi iz razreda Chlorophyceae kojemu pripada 1 753 vrsta unutar 28 porodica

## Porodice i broj vrsta
1. Actinochloridaceae Korshikov 	15
2. Asteromonadaceae Péterfi 	11
3. Carteriaceae Pascher 	4
4. Characiochloridaceae Skuja 	21
5. Characiosiphonaceae Iyengar 	2
6. Chlamydomonadaceae F.Stein 982
7. Chlamydomonadales incertae sedis 	48
8. Chlorangiellaceae Bourrelly ex Fott 	40
9. Chlorochytriaceae Setchell & N.L.Gardner 	13
10. Chlorococcaceae Blackman & Tansley 	134
11. Chlorosarcinaceae Bourrelly ex Groover & Bold 	43
12. Dunaliellaceae T.A.Christensen 	65
13. Goniaceae (Pascher) Pascher 	15
14. Haematococcaceae G.M.Smith 	45
15. Hormotilaceae Korshikov 	4
16. Hypnomonadaceae Korshikov 	3
17. Palmellaceae Decaisne 	17
18. Palmellopsidaceae Korshikov 	47
19. Phacotaceae Francé 	81
20. Pleurastraceae K.R.Mattox & K.D.Stewart 	4
21. Protosiphonaceae Blackman & Tansley 	4
22. Sphaerocystidaceae Fott ex Tsarenko 	14
23. Sphaerodictyaceae C.-C.Jao 	4
24. Spondylomoraceae Korshikov 	17
25. Tetrabaenaceae H.Nozaki & M.Ito 	2
26. Tetrasporaceae Wittrock 	49
27. Volvocaceae Ehrenberg 	68
28. Wislouchiaceae Molinari & Guiry 2